# Nachal Parsa
Nachal Parsa (hebrejsky נחל פרסה) je vádí v jižním Izraeli, na pomezí severovýchodního okraje Negevské pouště a Judské pouště.
Začíná v nadmořské výšce přes 200 metrů v kopcovité pouštní krajině na východních svazích hory Har Parsa, cca 8 kilometrů jihovýchodně od města Arad. Směřuje pak k východu, přičemž se zařezává do okolního terénu. Postupně klesá do příkopové propadliny u Mrtvého moře. V posledním úseku vede úzkou soutěskou. Podchází dálnici číslo 90 a na severním okraji turistického areálu Ejn Bokek ústí do Mrtvého moře, respektive do jižní části Mrtvého moře, která je od severní části kvůli poklesu stavu oddělena a tvoří jen izolovanou menší vodní plochu.